# Arpașu de Jos
Arpașu de Jos (en húngaro: Alsóárpás) es una comuna ubicada en el distrito de Sibiu, Rumania.

## Superficie
Posee una superficie de 111,3 kilómetros cuadrados.

## Demografía
Hasta 2021 la población era de 2594 habitantes, con una densidad de población de 23,31 habitantes por kilómetro cuadrado.